# بروميليا مكسيكية
بروميليا مكسيكية (الاسم العلمي: Bromelia mexicana) هو نوع نباتي يتبع جنس البروميليا من فصيلة البروميلية.